# Friedrich Nathanson
Friedrich Heinrich Nathanson (* 31. Januar 1901 in Königsberg; † 12. März 1990 in Longjumeau) war ein deutscher Maler und Zeichner.

## Leben und Werk
Friedrich Heinrich Nathanson war Sohn des in Sankt Petersburg lebenden Kaufmanns Samuel Nathanson (28.05.1854 Plungianen [lit. Plungė] – 18.05.1917 Berlin) und dessen Ehefrau Elise, geb. Eliascheff. F.H. Nathanson kam in der damaligen Wohnung des bedeutenden Arztes und Sexualforschers Samuel Jessner zur Welt und die Familie war zu dieser Zeit wohl gerade bei einem Familienbesuch in Königsberg.
Bis 1914 besuchte Nathanson die deutsche Schule der reformierten Gemeinde in Sankt Petersburg. Hierauf wechselte er an das Werner-Siemens-Realgymnasium in Berlin und blieb dort bis 1918. Von Oktober 1917 bis April 1919 erhielt er Mal- und Zeichenunterricht bei Adolf Schlawing. Während des Winters 1919/20 war er Schüler von Willy Jaeckel an den Studienateliers für Malerei und Plastik (Lewin-Funcke-Schule). Von Mai 1920 bis Juni 1922 studierte er an der Kunstakademie Breslau (bei Otto Mueller und Oskar Moll). Nach seinem Studium war Nathanson freischaffender Künstler in Berlin und lebte in der Pariser Straße 60. 1927, 1929, 1930 und 1932 beteiligte er sich am Wettbewerb um den Großen Staatspreis der Berliner Akademie.
Friedrich Heinrich Nathanson unternahm zahlreiche Studienreisen. 1920 und 1921 reiste er nach Oberbayern und Österreich, 1926 nach Paris, 1929 nach Süddeutschland, im Sommer 1930 nach Südfrankreich (Aix-en-Provence), Paris und London und 1932 erneut nach Südfrankreich. In Südfrankreich lebte er während seiner Aufenthalte im „Château Noir“ bei Aix-en-Provence.
Nach der Machtübernahme durch die Nationalsozialisten 1933 ging Nathanson ins Exil. Anzunehmen ist, dass er direkt nach Frankreich emigrierte, doch wird auch erwähnt, dass er möglicherweise anfangs in den Niederlanden war. Ab 1934 verbrachte er die Sommer erneut im „Château Noir“, wo sich weitere Emigranten trafen. Unter den damaligen Bewohnern waren unter anderem Elena und Paul-Albert Krantz, John Rewald, Leo Marschütz, Werner Laves.
Mit Kriegsbeginn im September 1939 bis zum Frühjahr 1940 war Nathanson als „feindlicher Ausländer“ in Les Milles interniert. Im Anschluss war er kurzzeitig Teil einer Arbeitskolonne.
Nathanson „soll sich im Frühjahr 1945 an den Kämpfen der französischen Armee in Deutschland beteiligt und überlebt haben“.
Es ist anzunehmen, dass Friedrich Heinrich Nathanson mit einem um 1946–51 nachweisbaren französischen Buchillustrator „F. Nathanson“ identisch ist.
Zuletzt lebte er in Frankreich unter dem Namen Frédéric Henri Nathanson.
Werke von Nathanson sind kaum überliefert. Die überlieferten Bildtitel lassen vor allem Landschaftsmotive und figürliche Kompositionen erkennen. Neben Arbeiten in Öl- und Aquarellfarben entstanden auch Zeichnungen.

## Ausstellungen
- Weihnachten 1922: Ausstellung der Kunstakademie Breslau.
- 1923: Galerie Dr. Goldschmidt & Dr. Wallerstein, Berlin.